# Marina Álvarez Benito
Marina Álvarez Benito (Córdoba, 1961) es una médica y política española, consejera de Salud de la Junta de Andalucía entre 2017 y 2019.

## Biografía
Es licenciada en Medicina y Cirugía por la Universidad de Córdoba y doctora por la misma institución académica. Desde 2014 desempeña el cargo de directora gerente del Hospital Universitario Reina Sofía de Córdoba, donde trabaja desde 1992.
Ha sido directora de la Unidad de Gestión Clínica Interprovincial de Radiología y Cáncer de Mama del Reina Sofía y del área sanitaria Norte de Córdoba, así como del programa de detección precoz de esta enfermedad en la provincia.
A partir de 1996 se dedicó en exclusiva a la patología mamaria y en 2002 prosiguió su actividad profesional como asesora del Programa de Detección Precoz de Cáncer de Mama en Andalucía. También ha sido presidenta de la Sociedad Española de Diagnóstico por Imagen de la Mama y ha desarrollado proyectos de investigación básica en esta materia en el Instituto Maimónides de Investigación Biomédica de Córdoba. 
En 2013 fue distinguida con la Medalla de Andalucía.